# Pseudokatianna lutea
Pseudokatianna lutea är en urinsektsart som beskrevs av John Tenison Salmon 1946. Pseudokatianna lutea ingår i släktet Pseudokatianna och familjen Katiannidae. Inga underarter finns listade i Catalogue of Life.